# Georg Weicker
Georg William Weicker (* 18. Oktober 1869 in Zwickau; † 3. Februar 1945 in Karnitz (Neukalen)) war ein deutscher Klassischer Archäologe, Altphilologe und Gymnasiallehrer.
Nach dem Besuch des Gymnasiums in Zwickau studierte er Klassische Philologie und Klassische Archäologie in Tübingen und Leipzig, wo er Schüler von Johannes Overbeck war. Er wurde am 14. Dezember 1895 in Leipzig mit der Arbeit De Sirenibus quaestiones selectae promoviert. 1896 legte er das Staatsexamen ab und war zunächst als Lehrer an der Kreuzschule in Dresden tätig, dann am Realgymnasium in Annaberg. 1903–1904 erhielt er ein halbjähriges Reisestipendium des Kaiserlich Deutschen Archäologischen Instituts für Gymnasiallehrer. Er unternahm während dieser Zeit mit Felix Bölte eine Ausgrabung zur Lokalisierung des antiken Nisaia. Ab 1905 war er korrespondierendes Mitglied des Kaiserlich Deutschen Archäologischen Instituts. Von 1906 bis 1911 war er Lehrer am Königin-Carola-Gymnasium in Leipzig und gleichzeitig als Assistent am Archäologischen Institut der Universität Leipzig tätig. Ab 1911 war er Oberlehrer am Gymnasium in Plauen. Dort wirkte er zuletzt von 1931 bis zu seinem Eintritt in den Ruhestand 1933 als Konrektor.
Seinen Ruhestand verbrachte er in Ostpreußen, zuerst in Güldenboden und später in Elbing. In den letzten Monaten des Zweiten Weltkriegs floh er nach Mecklenburg und starb am 3. Februar 1945 in Karnitz (Neukalen).
Weicker steuerte 125 Artikel zu mythologischen Themen zu Paulys Realencyclopädie der classischen Altertumswissenschaft (RE) bei.

## Veröffentlichungen (Auswahl)
- De Sirenibus quaestiones selectae. Leipzig 1895 (Digitalisat).
- Der Seelenvogel in der alten Litteratur und Kunst. Eine mythologisch-archäologische Untersuchung. Leipzig, Teubner 1902 (Digitalisat).
- mit Felix Bölte: Nisaia und Minoa, in Athenische Mitteilungen 29, 1904, S. 79–100.
- Timonidas, in Athenische Mitteilungen 30, 1905, S. 199–206.
- Hähne auf Grabstelen, in Athenische Mitteilungen 30, 1905, S. 207–212.
- Eine polychrome Lekythos in Bonn, in Jahrbuch des Kaiserlich Deutschen Archäologischen Instituts 22, 1907, S. 105–111.
- Geryoneus. In: Paulys Realencyclopädie der classischen Altertumswissenschaft (RE). Band VII,1, Stuttgart 1910, Sp. 1286–1296..
- Glaukos 8–28. In: Paulys Realencyclopädie der classischen Altertumswissenschaft (RE). Band VII,1, Stuttgart 1910, Sp. 1408–1417..
- Seirenen. In: Wilhelm Heinrich Roscher (Hrsg.): Ausführliches Lexikon der griechischen und römischen Mythologie. Band 4, Leipzig 1915, Sp. 601–640 (Digitalisat)..